# Sånt är livet (film)
Sånt är livet är en svensk dramakomedifilm från 1996, regisserad av Colin Nutley med skådespelare som Helena Bergström, Lena Nyman, Rolf Lassgård och Sverre Anker Ousdal.

## Handling
Tin-Tin har alltid haft en dröm: Att gifta sig innan hon fyller 30 år, få sitt första barn när hon är 31 år och sitt andra när hon är 33. Hon närmar sig snart sin 30-årsdag utan någon man vid sin sida, förutom en radiopratare som inte vet hur han vill ha sitt liv.

## Om filmen
Filmen är inspelad i Svensk Filmindustris studio i Kungens kurva samt Grand Hôtel, Göta Lejon, Sundsvall och Sogndal. Den är tillåten från 7 år. Den släpptes på video i april 1997 och har även visats på SVT, TV4 och TV 1000.

## Citat
| ” | En pianostämmare får gärna vara blind, men han får inte vara döv! | „ |

## Rollista (urval)
- Helena Bergström – Tin-Tin Matsson
- Lena Nyman – Siv Matsson
- Sverre Anker Ousdal – Harald Knoop
- Jakob Eklund – Paul Karlsson
- Philip Zandén – Stef Bäckman
- Sven-Bertil Taube – Roffe Nordström
- Rolf Lassgård – Olle Sundqvist
- Per Jansen – norsk industriman
- Arne Thomas Olsen – Haralds pappa
- Michael Nyqvist – Kalle Andersson
- Denize Karabuda – Carina Enecke
- Harald Hamrell – Bamse
- Pia Johansson – Viveka Sundqvist
- Jonas Falk – Ragnar, "Sinatra"
- Niklas Falk – Hasse Jönsson
- Robert Panzenböck – Oskar, concierge på Grand Hôtel
- Stefan Larsson – svensexedeltagare
- Per Svensson – svensexedeltagare
- Lasse Kolstad – norsk präst

## Musik i filmen
- Hometown, text och musik Mikael Bolyos
- We Are All the Winners, text och musik Nick Borgen
- I Want to Know What Love Is, text och musik Michael Leslie Jones
- Every Breath You Take, text och musik Sting
- If You Don't Know Me By Now, musik Kenneth Gamble och Leon A. Huff
- Killing Me Softly with His Song, musik Charles Fox, text Norman Gimbel
- Öppna landskap, text och musik Ulf Lundell
- It Must Have Been Love, text och musik Per Gessle
- La det swinge, text och musik Rolf Løvland
- Ännu doftar kärlek, musik Lasse Lindbom och Marie Fredriksson, text Marie Fredriksson
- Diggi-loo diggi-ley, musik Torgny Söderberg, text Britt Lindeborg
- As Time Goes By, text och musik Herman Hupfeld
- The Power of Love, musik Holly Johnson, Peter Gill, Mark O'Toole och Brian Nash
- Everybody Hurts, text och musik Bill Berry, Michael Stipe, Peter Buck och Mike Mills
- Sånt är livet, text och musik Niklas Strömstedt (en helt annan låt än Anita Lindbloms med samma titel)
- I en tid som vår, Marie Fredriksson
- Tro, Marie Fredriksson
- Looking for the Summer, Chris Rea